# Liga a IV-a Alba
Liga a IV-a Alba este principala competiție fotbalistică din județul Alba, organizată de Asociația Județeană de Fotbal (AJF) Alba, situată în al patrulea eșalon al sistemului de ligi al fotbalului românesc.
Competiția este disputată de un număr variabil de echipe, în funcție de numărul echipelor retrogradate din Liga a III-a, al celor promovate din Liga a V-a Alba, precum și al echipelor care se retrag sau se înscriu în competiție. Campioana poate sau nu să promoveze în Liga a III-a, în funcție de rezultatul barajului de promovare disputat împotriva campioanei dintr-o serie județeană vecină.

## Istoric
Campionatul Județean Alba a fost înființat în 1968 și a fost pus sub autoritatea nou-înființatului Consiliu Județean pentru Educație Fizică și Sport (CJEFS) Alba. Aceasta a avut loc în cadrul noii reorganizări administrative și teritoriale a țării, în urma căreia fiecare județ a înființat propriul său campionat de fotbal, integrând echipele din fostele campionate regionale, precum și pe cele care evoluaseră anterior în competițiile orășenești și raionale.
De atunci, organizarea și structura principalei competiții din Alba, la fel ca și cele ale altor campionate județene, au suferit numeroase modificări. Între 1968 și 1992, competiția a fost cunoscută sub denumirea Campionatul Județean. În 1992 a fost redenumită Divizia C – Faza Județeană, din 1997 s-a numit Divizia D, iar din 2006 poartă numele Liga a IV-a.

## Lista campioanelor
| Ed.                  | Sezon                | Campioană                |
| Campionatul Județean | Campionatul Județean | Campionatul Județean     |
| -------------------- | -------------------- | ------------------------ |
| 1                    | 1968–69              | Unirea Alba Iulia        |
| 2                    | 1969–70              | Unirea Alba Iulia        |
| 3                    | 1970–71              | Textila Sebeș            |
| 4                    | 1971–72              | CIL Blaj                 |
| 5                    | 1972–73              | Constructorul Alba Iulia |
| 6                    | 1973–74              | CFR Teiuș                |
| 7                    | 1974–75              | Autobuzul Cugir          |
| 8                    | 1975–76              | CFR Teiuș                |
| 9                    | 1976–77              | ICIM Cugir               |
| 10                   | 1977–78              | CIL Blaj                 |
| 11                   | 1978–79              | CPL Sebeș                |
| 12                   | 1979–80              | Soda Ocna Mureș          |
| 13                   | 1980–81              | Mecanica Alba Iulia      |
| 14                   | 1981–82              | Soda Ocna Mureș          |
| 15                   | 1982–83              | CIL Blaj                 |
| 16                   | 1983–84              | Târnavele Blaj           |
| 17                   | 1984–85              | Cuprom Abrud             |
| 18                   | 1985–86              | Târnavele Blaj           |
| 19                   | 1986–87              | Șurianu Sebeș            |
| 20                   | 1987–88              | Energia Săsciori         |
| 21                   | 1988–89              | Soda Ocna Mureș          |
| 22                   | 1989–90              | Mecanica Alba Iulia      |
| 23                   | 1990–91              | Rapid CFR Teiuș          |
| 24                   | 1991–92              | Minaur Zlatna            |

| Ed.                        | Sezon                      | Campioană                  |
| Divizia C – Faza Județeană | Divizia C – Faza Județeană | Divizia C – Faza Județeană |
| -------------------------- | -------------------------- | -------------------------- |
| 25                         | 1992–93                    | Minaur Zlatna              |
| 26                         | 1993–94                    | Minaur Zlatna              |
| 27                         | 1994–95                    | Minerul Roșia Montană      |
| 28                         | 1995–96                    | Metalul Aiud               |
| 29                         | 1996–97                    | Minerul Roșia Montană      |
| Divizia D                  |                            |                            |
| 30                         | 1997–98                    | Soda Ocna Mureș            |
| 31                         | 1998–99                    | Cuprirom Abrud             |
| 32                         | 1999–00                    | Soda Ocna Mureș            |
| 33                         | 2000–01                    | Rapid CFR Teiuș            |
| 34                         | 2001–02                    | CIL Blaj                   |
| 35                         | 2002–03                    | Hârtia Petrești            |
| 36                         | 2003–04                    | Metalul Aiud               |
| 37                         | 2004–05                    | CSM Sebeș                  |
| 38                         | 2005–06                    | FC Cugir                   |
| Liga a IV-a                |                            |                            |
| 39                         | 2006–07                    | Kozara Vințu de Jos        |
| 40                         | 2007–08                    | Arieșul Câmpeni            |
| 41                         | 2008–09                    | Minaur Zlatna              |
| 42                         | 2009–10                    | Performanța Ighiu          |
| 43                         | 2010–11                    | Performanța Ighiu          |
| 44                         | 2011–12                    | Europa Alba Iulia          |
| 45                         | 2012–13                    | CSO Cugir                  |
| 46                         | 2013–14                    | Industria Galda            |

| Ed. | Sezon   | Campioană                 |
| --- | ------- | ------------------------- |
| 47  | 2014–15 | Performanța Ighiu         |
| 48  | 2015–16 | Mureșul Vințu de Jos      |
| 49  | 2016–17 | Șurianu Sebeș             |
| 50  | 2017–18 | CS Ocna Mureș             |
| 51  | 2018–19 | Sportul Petrești          |
| 52  | 2019–20 | CS Ocna Mureș             |
| –   | 2020–21 | Nu s-a disputat           |
| 53  | 2021–22 | CSU Alba Iulia            |
| 54  | 2022–23 | Industria Galda           |
| 55  | 2023–24 | CIL Blaj                  |
| 56  | 2024–25 | Hidro Mecanica Șugag 1984 |

1. ↑  Nu s-a disputat din cauza Pandemiei de COVID-19 din România.[12]